# Ervin László

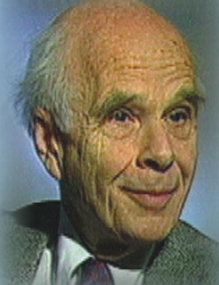
Ervin Laszlo

Ervin László (1932) is een Hongaars wetenschapsfilosoof. Hij heeft een doctorsgraad van de Sorbonne en is in het bezit van vier eredoctoraten. Hij was eerder hoogleraar filosofie, systeemwetenschap en futurologie aan verscheidene universiteiten in de Verenigde Staten, Europa en het Verre Oosten. Hij houdt zich onder meer bezig met de systeemtheorie en de integrale benadering die momenteel steeds vaker wordt gezocht, onder andere door Ken Wilber. Daarnaast is hij grondlegger van de Club van Boedapest en editor van World Futures: The Journal of General Evolution.
László werkt in zijn boek Science and the Akashic Field: An Integral Theory of Everything de hypothese uit dat er een veld van informatie is, waarin alles van het heelal is te 'lezen'. Hij vergelijkt dit veld - een dimensie naast het fysieke - met het uit het Sanskriet afkomstige woord voor "ruimte": Akasha. Daarom noemt hij dit veld ook met de Engelse term: "Akashic field", of kort deze af tot "A-field". Hij onderbouwt hoe deze hypothese verschillende problemen kan oplossen die naar voren komen vanuit de kwantummechanica, met name de aspecten van 'het niet plaatselijke' en 'kwantumverwikkeling'. Daarnaast presenteert hij deze "theory of everything" (theorie van alles) als oplossing voor de strijd tussen wetenschap en religie. De theory of everything raakt volgens Laszlo letterlijk aan alles en kan leiden tot een wereld zonder, onder andere: oorlog, ziektes, milieuvervuiling en armoede.

## Werken
Enkele van László's boeken zijn in het Nederlands vertaald:
- 2009, Kwantumshift in het wereldbrein : De impact van nieuwe wetenschap op ons en de wereld (2009) ISBN 978-90-202-0310-3
- 2009, Worldshift 2012 : De synergie van groen ondernemen, nieuwe politiek en hoger bewustzijn  (2009) ISBN 902020386X
- 2007, Het Akashaveld : Verbinding en geheugen in kosmos en bewustzijn.  (2007) ISBN 978-90-202-0159-8
- 2006, Kosmische visie : wetenschap en het Akasha-veld (2006) ISBN 9020283596
- 2006, Het chaospunt : nu[(sinds) wanneer?] werken aan mondiale vernieuwing om straks totale ineenstorting te voorkomen (2006) ISBN 9020284487
- 2005, Bezielde kosmos : nieuwe wetenschappelijke visie op leven en bewustzijn in het universum (2005) ISBN 9020284010
- 2004, Je kunt de wereld veranderen : naar duurzaamheid en vrede in een nieuwe wereld : een verslag van de Club van Budapest (2004) ISBN 9020283383
- 2001, Macroshift : de omslag naar een duurzame wereld : het officiële rapport van de Club van Boedapest (2001) ISBN 9055942421
- 1978, Model voor de mensheid : verslag aan de Club van Rome over de ontwikkeling van de wereldgemeenschap en de doelstellingen van landen en volkeren met betrekking tot bevolking, milieu, grondstoffen en economie (1978) ISBN 9022974316

Werken in het Engels:
- 2009, Quantum shift in the global brain  (Rochester,VI :Inner Traditions, 2008)
- 2007, The Akashic Field  (New York, 2007)
- 2006, The Chaos Point: The World at the Crossroads (Hampton Roads, 2006)
- 2006, Science and the Reenchantment of the Cosmos : The Rise of the Integral Vision of Reality (Inner Traditions, 2006)
- 2004, Science and the Akashic Field: An Integral Theory of Everything (Inner Traditions International, 2004)
- 2003, You Can Change the World: The Global Citizen's Handbook for Living on Planet Earth: A Report of the Club of Budapest (Select Books, 2003)
- 2003, The Connectivity Hypothesis: Foundations of an Integral Science of Quantum, Cosmos, Life, and Consciousness (State University of New York Press, 2003)
- 1998, L'uomo e l'universo (Di Renzo Editore, Roma, 1998)
- 1996, Evolution: The General Theory (Hampton Press, 1996)
- 1996, The Whispering Pond: A Personal Guide to the Emerging Vision of Science (Element Books, Ltd., 1996)
- 1996, The Systems View of the World: A Holistic Vision for Our Time (Hampton Press, 1996)
- 1999, The Consciousness Revolution – A Transatlantic Dialogue. Met Stanislav Grof en Peter Russell (Element Books, 1999).